# 劉式恕
劉式恕（？—？），湖南衡山人，清朝政治人物。
道光二十五年，署任廣東廣州府永安縣知縣（現紫金縣知縣）。后由江肇恩接任。